# 韦家墓群
韦家墓群，位于山东省济宁市曲阜市董庄乡韦家水库南岸，是中华人民共和国山东省文物保护单位之一。
1977年12月23日，授予山东省文物保护单位，是一座古墓葬。